# Ніклаус фон Флюе
Ніклаус фон Флюе (нім. Niklaus von Flüe; 1417, Обвальден — 1487, Обвальден) — швейцарський відлюдник, аскет і містик, святий патрон-покровитель Швейцарії.

## Життєпис

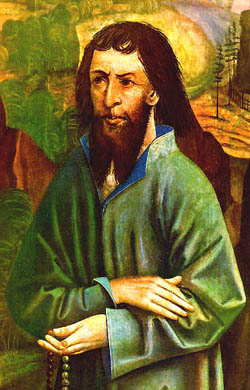
Ніклаус фон Флюе (брат Клаус) (1492)

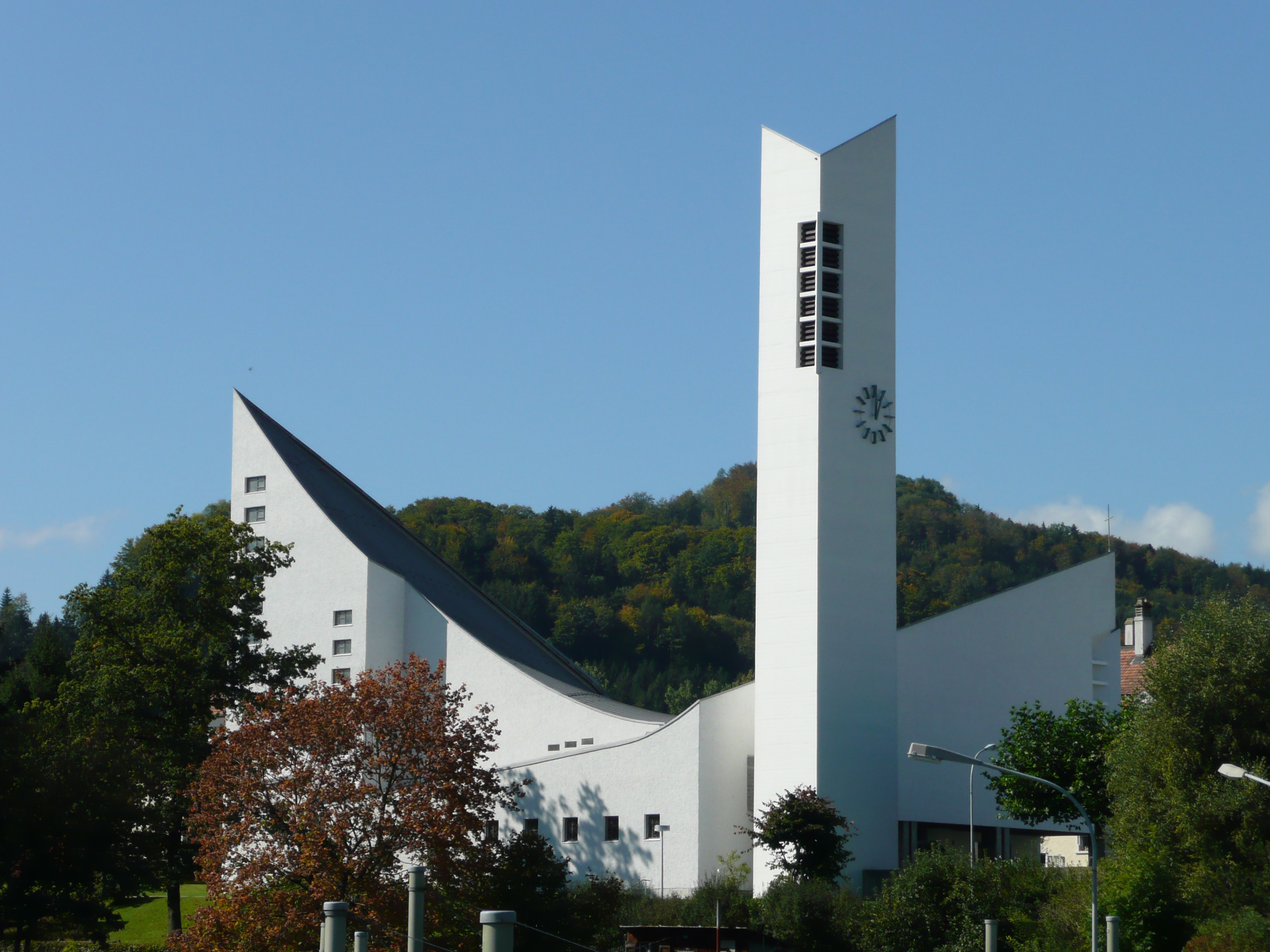
Церква брата Клауса в Санкт-Галлені

Ніклаус з Флюе народився у селянській родині. У 1440–1444 роках він офіцером брав участь в Старій Цюрихській війні. Після її закінчення Микола одружився з Доротеєю Вісс, з якою народив десятеро дітей. Він був заможним селянином, входив до Ради кантону Швіц і виконував функції судді у своїй громаді. У 1467 році, коли його старший син став вже повнолітнім і міг утримувати сім'ю, Ніклаус, за згодою своєї дружини, покинув їхній будинок і став еремітом-відлюдником. Спершу Ніклаус здійснив паломництво на північний захід, уздовж верхньої течії Рейну, проте в районі Лісталь йому було святе бачення, і відлюдник повернувся в ущелину Ранфт, де оселився і вів аскетичний спосіб життя, всього за годину ходу від свого рідного дому. Сучасники зображували Ніклауса худим, виснаженим і бородатим, з палицею і чотками Batti в руці (від нім. beten — молитися), що складаються зі шнура з нанизаними на нього 50 камінчиками.

## Канонізація
Незабаром після смерті брата Клауса його могила і скит стали місцем паломництва, одним з найважливіших у Швейцарії. У 1669 році він був зарахований до числа блаженних, а 15 травня 1947 року — святих. Оскільки день смерті св. Ніклауса (21 березня) збігся зі святкуванням дня патрона Європи, св. Бенедикта Нурсійського, папою Пієм XII був визначений день св. Ніклауса 25 вересня. Брат Клаус вважається святим патроном-захисником кантону Обвальден і всієї Швейцарії.